# 陽和平 (臺灣)
陽和平（1970年1月30日—），臺灣體育人物，現擔任台灣職業籃球大聯盟副秘書長。

## 生平
陽和平從關渡國小畢業。13歲開始接觸籃球，曾效力台北銀行籃球隊與公賣金龍，26歲從籃球員身份退役。1996年成為中華職籃（CBA）第一位專職裁判，同年11月與曾效力電信女籃的郭淑芬攜手步入禮堂。陽和平曾就讀國立臺灣師範大學運動與休閒管理研究所，之後曾在Adidas擔任運動行銷，也擔任過詹詠然經紀人。2010年受邀到中國大陸出任全国男子篮球联赛（NBL）廣州自由人行銷經理、傳訊總監、管理部總監、球團領隊等職務，2012年擔任中國U18國青女籃技術分析師，隔年被中國U19國青女籃總教練李昕推薦而出任助理教練。
2024年8月1日，陽和平出任台灣職業籃球大聯盟副秘書長。

## 外部連結
- 陽和平在fiba.basketball（英语）